# Alton (Maine)
Alton es un pueblo ubicado en el condado de Penobscot en el estado estadounidense de Maine. En el Censo de 2010 tenía una población de 890 habitantes y una densidad poblacional de 8,07 personas por km².

## Geografía
Alton se encuentra ubicado en las coordenadas 45°2′36″N 68°46′29″O / 45.04333, -68.77472. Según la Oficina del Censo de los Estados Unidos, Alton tiene una superficie total de 110.22 km², de la cual 109.59 km² corresponden a tierra firme y (0.57%) 0.63 km² es agua.

## Demografía
Según el censo de 2010, había 890 personas residiendo en Alton. La densidad de población era de 8,07 hab./km². De los 890 habitantes, Alton estaba compuesto por el 97.53% blancos, el 0.34% eran afroamericanos, el 1.35% eran amerindios, el 0.34% eran asiáticos, el 0% eran isleños del Pacífico, el 0% eran de otras razas y el 0.45% pertenecían a dos o más razas. Del total de la población el 0.45% eran hispanos o latinos de cualquier raza.